# Jablonové (Bratislava)
Jablonové (in ungherese Pozsonyalmás, in tedesco Apfelsbach) è un comune della Slovacchia facente parte del distretto di Malacky, nella regione di Bratislava.
Ha dato i natali al pittore Ján Želibský.